# Словашки чувач
Словашкият чувач (на словашки: Slovenský čuvač) е порода кучета, използвана за охрана на добитък. Породата е създадена през XVII век в планинските региони на Словакия. След Втората световна война словашкият чувач бил на ръба на изчезването, но е възстановен с помощта на кинолога Антонин Грудо. Тези кучета се използват също като пазачи или пасещи добитъка. Словашкият чувач е много подходящ за живот в семейство, тъй като се привързва към всичките му членове.
Породата е официално призната от Международната федерация по кинология през 1964 г. Също така тя е призната и от Британския киноложки клуб, но те използват стандарта на МФК.